# ماجرای مرموز و پرالتهاب (فیلم ۱۹۴۶)
ماجرای مرموز و پرالتهاب (انگلیسی: Cloak and Dagger) فیلمی در ژانر جاسوسی به کارگردانی فریتس لانگ است که در سال ۱۹۴۶ منتشر شد. فیلم بر اساس کتاب «ماجرایی مرموز و پرالتهاب: داستان اسرارآمیزِ او.اس.اس» اثر کوری فورد و «آلیستر مک‌بین» ساخته شده و در واقع تکریم و ستایشی از عملیات برون‌مرزی «اداره خدمات راهبردی ایالات متحده» در جریان جنگ جهانی دوم در اروپایِ اشغالی است. یکی از مأموران عملیاتی این اداره به نام «ادموند مایکل برک»، مشاورِ فنیِ فیلمنامه‌نویسان این فیلم بود.
دو تن از فیلمنامه‌نویسان این فیلم یعنی «رینگ لاردنر جونیور» و «آلبرت مالتز» در دوران کشمکش و اختلافات داخلی جان ادگار هوور و آژانس اطلاعات مرکزی (سیا) جزء فهرست سیاه هالیوود موسوم به «فهرست ده نفره» قرار گرفتند. آنان در دوران مک‌کارتیسم، به اتهام کمونیست بودن یا فعالیت‌های کمونیستی، در حضور «کمیتهٔ بررسی فعالیت‌های ضدآمریکایی» محاکمه و سپس زندانی شدند.

## بازیگران
- گری کوپر
- لیلی پالمر
- رابرت آلدا
- مارک لارنس
- دان سیمور
- ولادیمیر سوکولوف
- ادوارد برومبرگ
- لودویگ اشتوسل
- هلن تیمیگ
- جیمز فلاوین
- ماریوری هوشل
- داگلاس والتن
- چارلز مارش
- لوته اشتاین
- ریچارد فریزر
- یولا دِ آوریل
- کلیفتون یانگ